# Коровин, Евгений Петрович
Евге́ний Петро́вич Коро́вин (13 (25) февраля 1891, Москва — 1 декабря 1963, Москва) — советский ботаник.

## Биография
В 1917 году окончил Московский университет.
С 1920 года работал в Ташкенте, участвовал в создании Туркестанского университета. В 1932 году стал профессором этого университета — заведовал кафедрой высших растений и географии растений.
С 1943 по 1948 год — директор Института ботаники и зоологии Академии наук Узбекской ССР, с 1950 по 1952 год — директор Института ботаники Академии наук Узбекской ССР.
В 1947 году избран академиком Академии наук Узбекской ССР.
Исследовал флору (описал свыше 100 новых видов и 8 родов растений семейства Зонтичные, Маревые, Гречишные и др.) и растительность Средней Азии, для которой составил геоботаническую карту, провёл районирование.
Занимался вопросами сельскохозяйственного освоения аридных территорий.
Дважды лауреат премии им. В. Л. Комарова (1947 г. — за работу «Иллюстрированная монография рода Ferula» и 1963 г. — за двухтомный труд «Растительность Средней Азии и Южного Казахстана»).
Награждён орденом Ленина, двумя другими орденами, медалями.

## Сочинения
- Жизнь пустыни: Введение в экологию и освоение пустынь / Проф. Д. Н. Кашкаров, проф. Е. П. Коровин. — М.-Л.: Биомедгиз, 1936. — 250 с.
- Геоботаническая карта Памира как необходимая предпосылка сельскохозяйственного районирования / Проф. Е. П. Коровин. — Л.: тип. Акад. наук СССР, [1936]
- Абрам Львович Бродский как педагог и учёный. — 1937
- Почвы и растительность Средней Азии как естественная производительная сила / Е. Коровин, А. Розанов. — Ташкент: Изд-во Среднеазиат. гос. ун-та, 1938
- Типы растительности Средней Азии / Проф. Е. П. Коровин, Е. Е. Короткова. — Ташкент: Среднеазиат. гос. ун-т, 1945
- Растительность Средней Азии и Южного Казахстана. — 2-е изд. — Ташкент, 1961—1962. — Т. 1—2.

## Таксоны растений, названные в честь Е. П. Коровина
Род Korovinia Nevski & Vved. (1937) [= Galagania Lipsky] и виды:
- Acantholimon korovinii Czerniak. (1931)
- Ajania korovinii Kovalevsk. (1986)
- Anabasis korovinii Iljin ex A.N.Vassiljeva (1975) [= Anabasis elatior (C.A.Mey.) Schischk.]
- Artemisia korovinii Poljakov (1957)
- Arthrophytum korovinii Botsch. (1948)
- Bunium korovinii Kamelin & Geld. (1985) [= Elwendia longipes (Freyn) Pimenov & Kljuykov]
- Calligonum eugenii-korovinii Pavlov (1933) [= Calligonum turbineum Pavlov]
- Corispermum korovinii Iljin (1929)
- Cousinia eugenii Kult. (1924)
- Eremostachys korovinii Popov (1941) [= Phlomoides korovinii (Popov) Adylov, Kamelin & Makhm.]
- Eremurus korowinii B.Fedtsch. (1935)
- Euphorbia korovinii Pavlov (1933) [= Euphorbia humilis Ledeb.]
- Ferula korovinii Pavlov (1933) [= Ferula karataviensis (Regel & Schmalh.) Korovin]
- Haplophyllum eugenii-korovinii Pavlov (1935)
- × Leymostachys korovinii Tzvelev (1973)
- Lomatocarpa korovinii Pimenov (1981) [= Lomatocarpa alata (Korovin) Pimenov & Sennikov]
- Parrya korovinii A.N.Vassiljeva (1969) [= Parrya pulvinata Popov]
- Pimpinella korovinii Kamelin (1971) [= Pimpinella affinis Ledeb.]
- Reaumuria korovinii Botsch. & Lincz. (1984)
- Scaligeria korovinii Bobrov (1950) [= Elaeosticta korovinii (Bobrov) Kljuykov, Pimenov & V.N.Tikhom.]
- Seseli korovinii Schischk. (1950)
- Sphaenolobium korovinii Pimenov & Kljuykov (2014)
- Tanacetopsis korovinii Kovalevsk. (1986)
- Trigonella korovinii Vassilcz. (1951)
- Verbascum korovinii N.V.Gritz. (1968)
- Zollikoferia korovinii Popov (1924) [= Launaea korovini (Popov) Popov ex Pavlov]
- Zosima korovinii Pimenov (1976)